# Peckhamia
Peckhamia là một chi nhện trong họ Salticidae.